# 위키

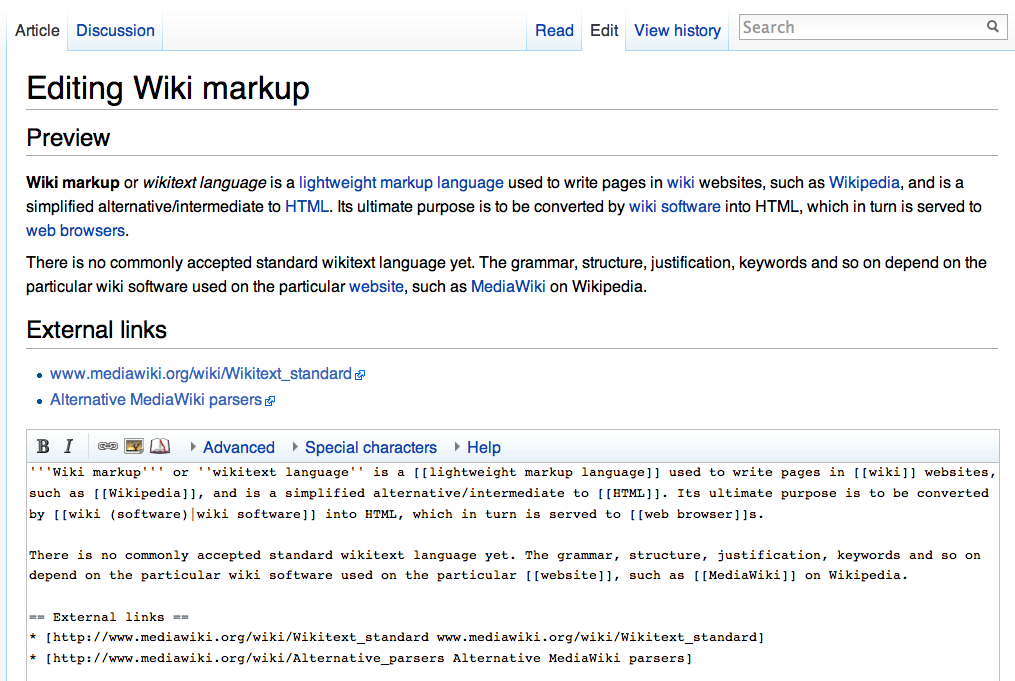
위키백과 편집 화면

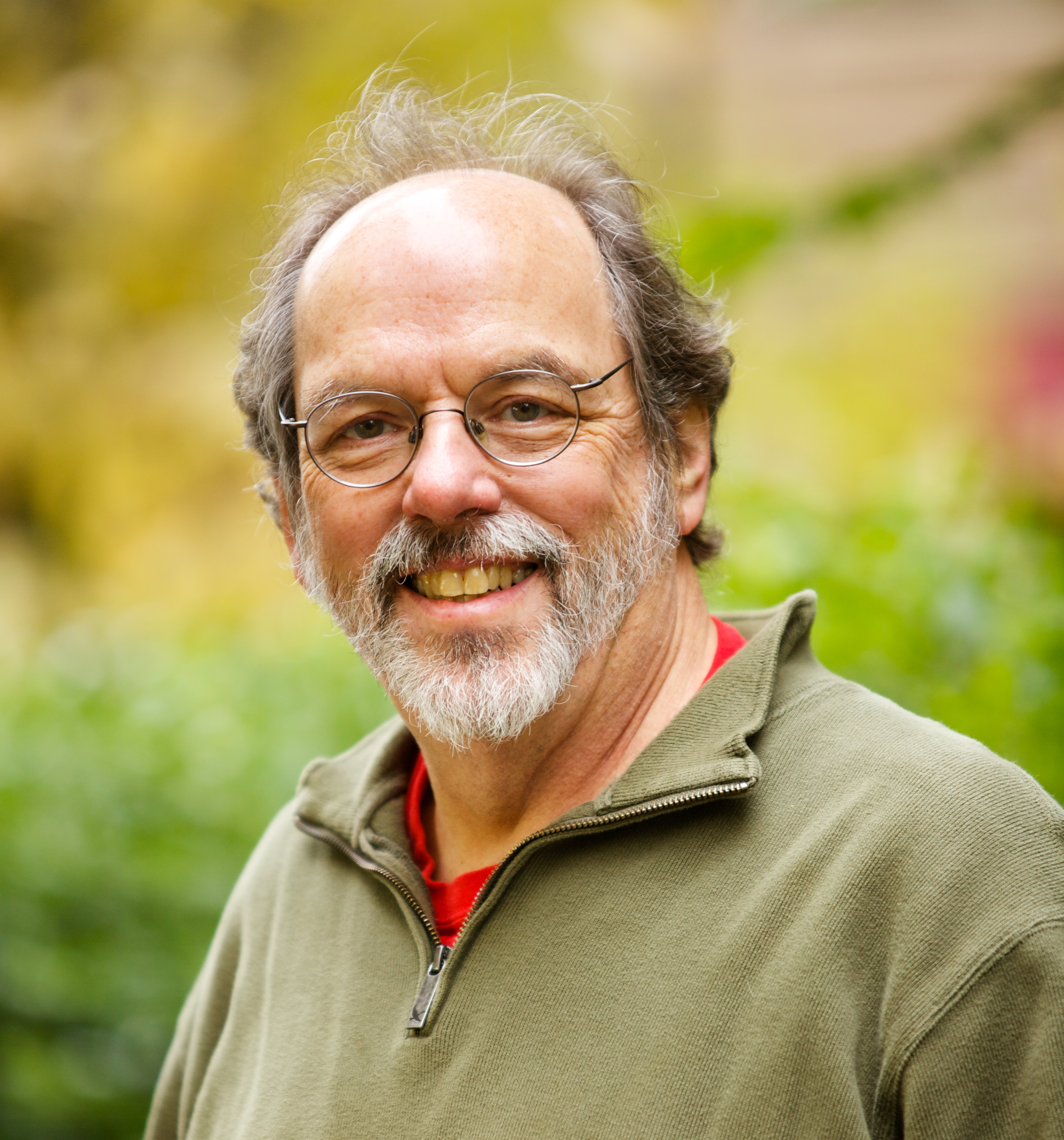
위키를 창안한 워드 커닝엄

위키(영어: wiki, /wɪkiː/ 듣기 (도움말·정보))는 불특정 다수가 협업을 통해 직접 내용과 구조를 수정할 수 있는 웹사이트를 말한다.
또한 일반적인 위키에서 텍스트는 단순화된 마크업 언어(위키 마크업)를 이용하여 작성되며, 리치 텍스트 에디터의 도움을 받아 편집하기도 한다. 위키는 지식경영이나 기록 등 다양한 용도로 이용된다. 공동체용 웹사이트나 조직 내 인트라넷에 쓰이기도 한다. 그러나 주로 개인적인 용도로 이용되는 위키도 있는데, 이를 개인 위키라고 한다.
최초의 위키 소프트웨어인 위키위키웹(WikiWikiWeb)을 만든 워드 커닝엄은 위키를 “동작하는 가장 단순한 온라인 데이터베이스”라고 설명했다. "위키"는 "빠른"을 뜻하는 하와이어 "wiki"(발음은 위티[ˈwiti]나 비티[ˈviti])에서 따왔다.

## 특징
워드 커닝엄이 보 뢰프와 같이 쓴 《위키 방식: 웹 상의 빠른 협업(The Wiki Way: Quick Collaboration on the Web)》이라는 책에서, 위키의 가장 핵심적인 개념을 다음과 같이 꼽았다.
- 사이트를 방문한 누구나 위키 웹사이트 내의 문서를 고치거나 새로 만들 수 있다. 이를 위해 기본적인 웹브라우저만 있으면 되며, 추가적인 확장 기능을 요구하지 않는다.
- 위키는 서로다른 문서들을 단순히 링크하는 것만으로도 의미있는 주제간의 연계를 만들어내고 해당 문서가 존재하는지 아닌지까지도 보여줄 수 있다.
- 위키는 가벼운 방문자를 위해 잘 만들어진 사이트가 아니다. 하지만, 지속적으로 웹사이트의 풍경을 변화시켜 방문자가 그 변화와 협력의 지속적인 과정에 참여하도록 한다.

위키는 간단한 마크업 언어와 웹 브라우저를 이용, 함께 문서를 작성하는 공동체를 가능케 한다. 위키 웹사이트의 한 문서는 "위키 문서"라 부르며, 하이퍼링크로 서로 연결된 전체 문서를 "위키"라 한다. 위키는 본질적으로 정보를 만들고, 찾아보고, 검색하기 위한 데이터베이스다. 위키는 비선형적인, 진화하는, 복잡하게 얽힌 문서, 토론, 상호 작용을 할 수 있게 돕는다.
위키 기술을 정의하는 특징은 문서를 간단히 만들고 고칠 수 있다는 점이다. 일반적으로 수정이 반영되기 전에 승인이나 검토의 과정이 없다. 대부분의 위키는 사용자 등록을 요구하지 않고, 일반에게 공개되어 있다. 많은 편집자가 실시간으로 만들며, 즉시 온라인으로 배포된다. 단 이는 시스템의 남용을 유발할 수 있지만 주로 장점이 더 많다. 개인 위키는 문서를 고치거나 읽기 위해 사용자 인증을 요구하기도 한다.

### 위키 문서 편집하기
일반적으로 위키 문서는 위키 마크업이라 불리는 간단한 마크업 언어로 이뤄져 있다. 예를 들어 별표(*)로 시작하는 줄은 목록을 표시하는데 사용된다. 위키 마크업의 문법은 위키 소프트웨어마다 다르며, 일부는 HTML을 직접 사용할 수 있도록 하기도 한다.
| 미디어위키 문법 | 대응하는 HTML | 출력 결과물 |
| --- | --- | --- |
| 내 고장 '''칠월'''은<br />청포도가 익어 가는 시절 이 마을 [[전설]]이 주저리 주저리 열리고<br />먼 데 하늘이 꿈꾸며 알알이 들어와 박혀 하늘 밑 푸른 바다가 가슴을 열고<br />흰 돛 단 배가 곱게 밀려서 오면 | <p>내 고장 <b>칠월</b>은<br />청포도가 익어 가는 시절</p> <p>이 마을 <a href="/wiki/전설">전설</a>이 주저리 주저리 열리고<br />먼 데 하늘이 꿈꾸며 알알이 들어와 박혀</p> <p>하늘 밑 푸른 바다가 가슴을 열고<br />흰 돛 단 배가 곱게 밀려서 오면</p> | 내 고장 칠월은 청포도가 익어 가는 시절 이 마을 전설이 주저리 주저리 열리고 먼 데 하늘이 꿈꾸며 알알이 들어와 박혀 하늘 밑 푸른 바다가 가슴을 열고 흰 돛 단 배가 곱게 밀려서 오면 |

점차 사용자가 위지위그(WYSIWYG) 편집을 할 수 있도록 지원하는 위키가 늘고 있다. 위지위그 편집은 위키 마크업의 모든 기능을 제공하지 못하므로, 이들 사이트에서는 편집자가 위키 문서를 직접 수정하는 방법을 제공하기도 한다.
대부분의 위키는 위키 문서의 변경 이력을 보존하고 있다. 편집자는 쉽게 문서를 예전 판의 내용으로 되돌릴 수 있으며, 이는 사용자의 실수나 고의적 훼손 때문에 필요한 기능이기도 하다. 미디어위키를 비롯한 많은 위키 소프트웨어는 문서를 편집할 때, "편집 요약"을 남길 수 있도록 한다. 이 편집 요약은 문서 본문에는 남지 않으나, 문서의 이력에서 편집 이유를 설명할 수 있도록 지원한다.

### 둘러보기
대부분의 문서는 다른 문서를 가리키는 수많은 하이퍼링크를 포함하고 있다. 사용자는 필요에 따라 다른 문서의 목차나 색인을 따로 구축할 수도 있다. 여러 편집자가 임의로 문서를 만들고 삭제하기 때문에 수동으로 이런 목차나 색인을 유지하는 것은 쉬운 일은 아니다. 위키 소프트웨어는 이를 돕기 위해 분류나 태그 기능을 제공한다.
대부분의 위키는 현 문서를 가리키는 다른 문서를 찾는 백링크 기능을 제공한다.
위키에서 존재하지 않는 문서를 가리키는 링크를 만드는 것은 일반적인 일로, 다른 사용자가 자신이 아는 내용을 채울 수 있도록 유도한다.
위키의 문서는 문서의 제목과 표기는 다르지만 발음이 같은 등의 경우에 해당되면 그 문서의 제목과 거의 같은 명칭, 혹은 그 문서의 제목과 같은 명칭이 아니지만 그 문서가 설명하는 대상을 가리키는 또 다른 명칭이 있는 경우 넘겨주기를 이용해서 넘겨주기 문서를 만들어 그 명칭으로도 그 문서가 설명하는 대상의 원래 제목과 같은 내용의 문서에 들어갈 수 있다.

### 문서를 연결하고 만들기
다른 문서에 대한 링크는 "링크 패턴"이라는 문법을 통해 지원된다. 원래 대부분의 위키는 낙타 표기법(CamelCase) 방식으로 문서를 만들고 연결했다. 단어의 첫 글자를 대문자로 하고, 사이의 공백을 지워서 만들 수 있다. 이 방식은 로마자를 쓰는 경우, 쉽게 링크를 만들 수 있다. 한 단어로 되어 있는 문서를 만들 경우, 단어 중간의 한 글자를 임의로 대문자로 만들어서 이용한다. (예를 들어 "wiki"라는 문서를 "WiKi"로 표기한다거나 한다.) 낙타 표기법을 쓰는 위키는 "TableOfContents" 등을 링크로 사용하므로 쉽게 알아챌 수 있다.
일부 소프트웨어는 두 단어 사이에 다시 공백을 넣어서 사용자가 보기 좋게 표시해주기도 한다. 그러나 대문자 표기를 되돌리는 건 쉽지 않다. 예를 들어 "RichardWagner"는 "Richard Wagner"처럼 각 단어가 대문자로 표시되어야 하나, "PopularMusic"은 소문자인 "popular music"로 표시되어야 한다. 일부 위키는 괄호를 이용한 자유 링크 기능을 지원하기도 하며, 일부는 낙타 표기법 링크 기능을 막기도 한다.

### 검색

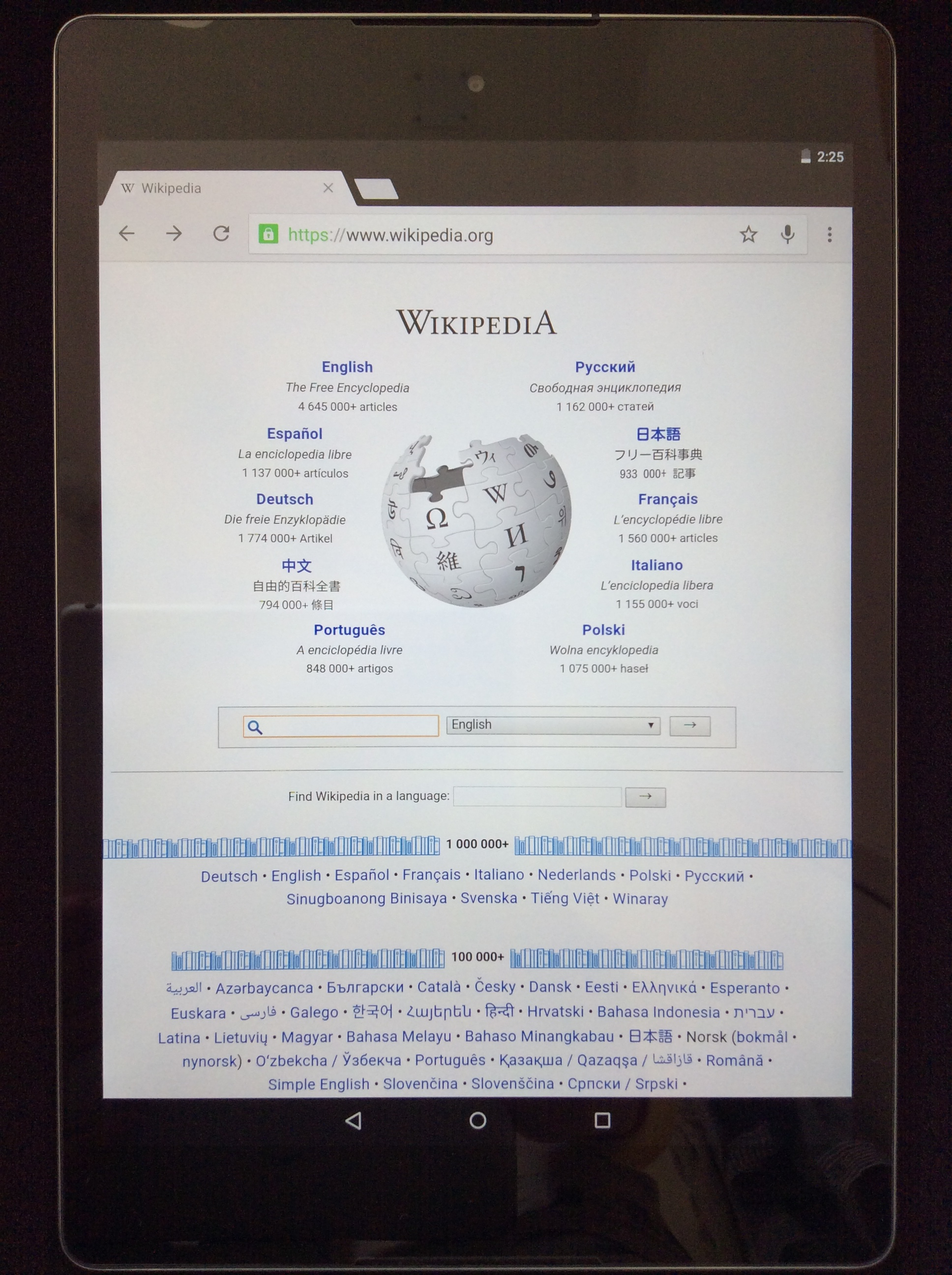
위키백과 검색

대부분의 위키는 문서 제목을 이용한 검색을 지원하며, 일부 위키는 본문 검색을 지원하기도 한다. 검색의 확장성은 위키 엔진이 사용하는 데이터베이스에 따라 좌우된다. 일부 위키는 일반 파일을 사용하기도 한다. 미디어위키도 초기 버전에서는 일반 파일을 저장용으로 사용하기도 했으나, 2000년대 초에 데이터베이스를 사용하도록 다시 작성되었다. 데이터베이스의 색인 기능은 대형 위키에서 빠른 검색을 위해 필요하다. 대안으로 일부 위키는 구글 검색 등 외부의 웹 검색 엔진을 이용하기도 한다.

## 역사

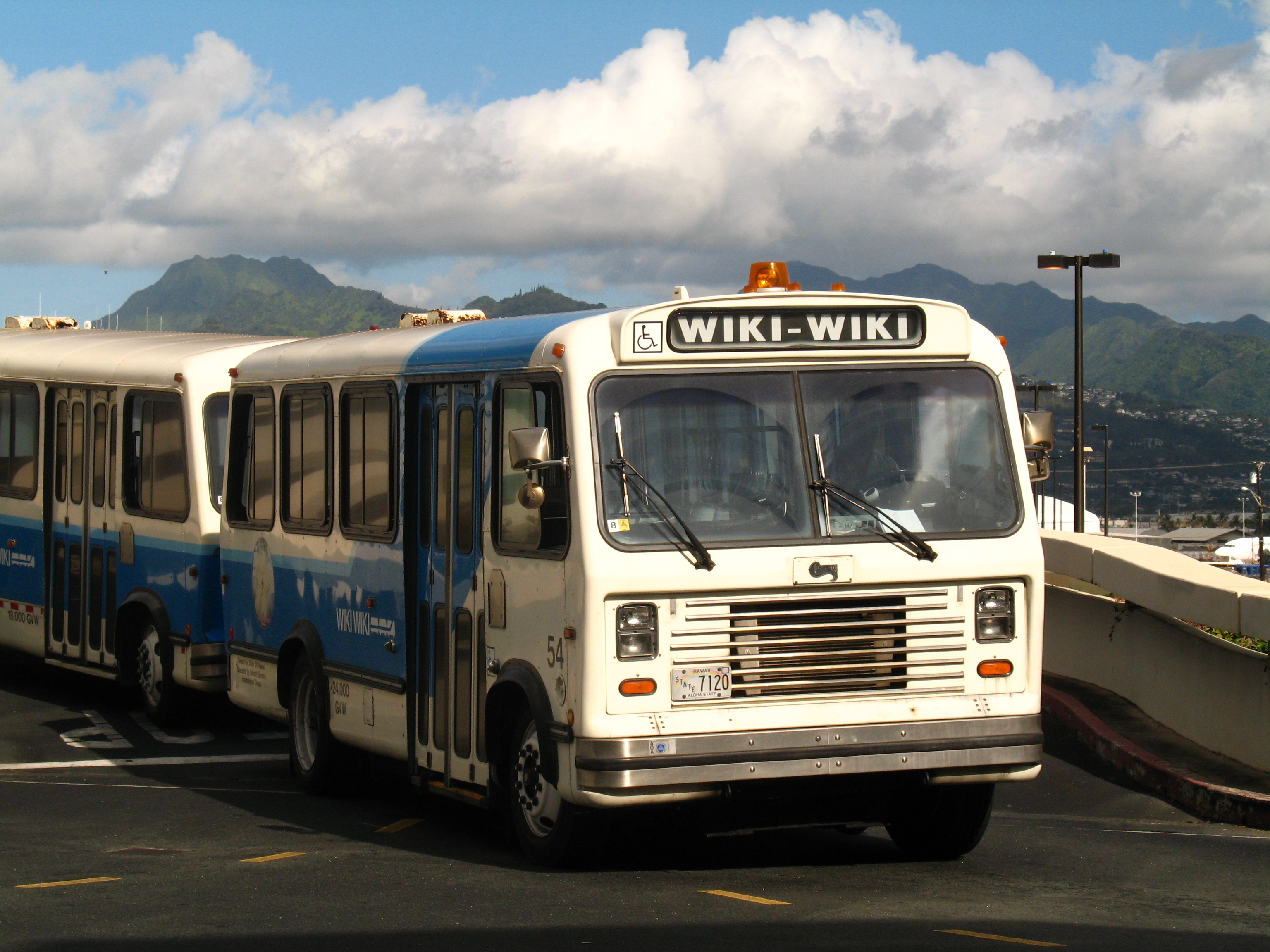
호놀룰루 국제공항의 위키 위키 셔틀

최초의 위키 소프트웨어는 위키위키웹(WikiWikiWeb)으로, 워드 커닝엄이 창안했다. 커닝엄은 1995년에 위키위키웹을 만들기 시작하면서 처음으로 위키의 개념을 고안했고, 위키라는 이름도 지었다. 또한 최초의 위키 서버를 만들기까지 했다. 위키 소프트웨어는 디자인 패턴 모임에서 패턴 언어를 쓰면서 생겼으며, Portland Pattern Repository(PPR)가 최초의 위키였었다.

## 공동체

### 참가자
위키에 참가하는 사용자에는 4가지 종류가 있다: 독자, 저자, 위키 관리자, 시스템 관리자. 시스템 관리자는 위키 엔진과 컨테이너 웹 서버의 설치와 유지보수를 책임지는 일을 맡는다. 위키 관리자는 위키의 내용을 유지보수하며 문서에 관한 추가 기능(문서 생성 및 삭제)을 제공받으며 사용자의 접근 권한을 조정(예: 편집 차단)할 수 있다.

## 같이 보기
- 한국어 위키위키
- 위키 소프트웨어
- 집단지성
- RSS
- 컨서버피디아
- 위키백과
- 위키위키웹
- 하이퍼링크
- 미디어위키